# 角川ルビー文庫
角川ルビー文庫（かどかわルビーぶんこ、Kadokawa Ruby Bunko）は、KADOKAWA（角川書店ブランド）による、耽美・BL小説を主に扱う文庫レーベル。1992年（平成4年）創刊。

## 概要
1992年（平成4年）12月に角川スニーカー文庫からBL作品を独立させて創刊された、背表紙がルビーの色をした文庫である。したがって初期の作品にはスニーカー文庫から引き継がれ、スニーカー文庫とルビー文庫の両方で出ている作品もある。なお、ルビー文庫として独立する前のスニーカー文庫レーベルで刊行されていた作品は、ルビー文庫に移籍しなかった少女小説系の作品を含めてどれも背表紙の青帯の部分が桃色になっていた。
『BL』という言葉が普及し、堂々と書店で置かれるようになる以前から存在する、このジャンルの草分け的存在である。
ルビー文庫誕生当時は、『耽美』『ジュネ』『やおい』という言葉でこのジャンルを表していた（ボーイズラブという言葉は1990年代後半から急速に広まっていった言葉である。古参ファンには、『耽美系』『JUNE系』と『BL系』とを同列に並べることを嫌う向きも見受けられる）。
1999年（平成11年）には年少者を対象にした角川ティーンズルビー文庫が創刊。
2006年（平成18年）11月には小説誌『TheRuby』が創刊された。

## 主な作品
フォーマット
- シリーズタイトル（著者,原作者,編集者など/イラスト,デザインなど）

### あ行
- 悪魔さんにお願いシリーズ（斑鳩サハラ/中川勝海）
- 打ち合わせのその前に!?（藤崎都/こうじま奈月）
- 駅員さんと恋をしよう（藤崎都/こうじま奈月）
- 幼馴染み (小説)（吉原理恵子/金ひかる）
- 終わりのないラブソングシリーズ（栗本薫/吉田秋生）

### か行
- 花鳥風月シリーズ（森内景生/中川勝海）
- 皇林学院シリーズ（井村仁美/みなみ遥）
- 子供（ガキ）の領分シリーズ（吉原理恵子/如月弘鷹）
- 官能小説家(小説)（藤崎都/蓮川愛）
- 教習所のその後で!?（藤崎都/こうじま奈月）
- ゴールデン・ルール（川原つばさ/犬養陵一朗）
- ご機嫌ナナメな王子様（藤崎都/こうじま奈月）
- ご機嫌ナナメな御主人様（藤崎都/こうじま奈月）
- 極道さんはパパで愛妻家シリーズ（佐倉温/桜城やや）
- 個人授業のその後で!?（藤崎都/こうじま奈月）

### さ行
- 叫んでやるぜ!（高口里純）
- 締め切りのその前に!?（藤崎都/こうじま奈月）
- 車掌さんと恋がしたい（藤崎都/こうじま奈月）
- 社内恋愛コンプレックスシリーズ （柏枝真郷/赤坂RAM）
- 純愛エゴイストシリーズ（中村春菊原案・藤崎都著）
- 純愛ロマンチカシリーズ（中村春菊原案・藤崎都著）
- 少年濡れやすく恋成りがたし（高口里純）
- 好きなものは好きだからしょうがない!!（つたえゆず原案・沢城利穂著）
- STAYシリーズ（結城惺/橘皆無）
- 世界一初恋～吉野千秋の場合～シリーズ（中村春菊原案･藤崎都著）
- 世界一初恋～横澤隆史の場合～シリーズ（中村春菊原案･藤崎都著）
- 絶対の領分シリーズ（鹿住槇/高永ひなこ）

### た行
- タクミくんシリーズ（ごとうしのぶ/おおや和美）
- ダダ＆一也シリーズ（尾鮭あさみ/西炯子）
- 誰かが誰かを愛してる（柏枝真郷/赤坂RAM）
- ツインズシリーズ（南原兼/桃季さえ）
- ツー･ペアきまぐれボーイズシリーズ（須和雪里/松本花）
- テンペラ (小説)シリーズ（秋月こお/海老原由里）
- 東京ナイトアウトシリーズ（川原つばさ/沖麻美也）

### な行
- ナイトシリーズ（南原兼/桃季さえ）

### は行
- 晴れ、のち雷シリーズ （柏枝真郷/二宮悦巳）
- 富士見二丁目交響楽団シリーズ（秋月こお/西炯子･後藤星）
- ぼくのプロローグシリーズ（ゆらひかる/桜城やや）
- BACK STAGE!!シリーズ（影木栄貴原案・天野かづき著/蔵王大志）

### ま行
- ミルククラウンシリーズ（崎谷はるひ/高久尚子）

### や行
- 厄介な連中シリーズ（柏枝 真郷/如月七生）
- やってらんねェぜ！シリーズ（秋月こお/こいでみえこ）

### ら行
- 雷＆冥シリーズ（尾鮭あさみ/沖麻美也）
- 恋愛契約シリーズ（水上ルイ/こうじま奈月）
- 恋愛条件シリーズ（水上ルイ/こうじま奈月）